# Atka (Alaska)
Pour les articles homonymes, voir Atka.
L'île Atka est une des îles Andreanof de l'archipel des Aléoutiennes, située en Alaska (États-Unis). Il s'agit de la plus grande des îles Andreanof. L'île est à 80 km à l'est de l'île Adak. Elle fait 105 km de long sur 32 km de large, avec une superficie de 1 048 km2, faisant d'elle la 22e île la plus grande des États-Unis. Le nord-est de l'île abrite le Korovin, un volcan qui culmine à 1 533 mètres d'altitude. L'île Oglodak est à 5 km du cap Kigun, point le plus occidental de l'île.
Le village d'Atka est situé sur la côte orientale de l'île. Une base de l'armée américaine y a été établie durant la Seconde Guerre mondiale. 
Le recensement de l'année 2000 compta 95 personnes, presque tous habitants d'Atka.

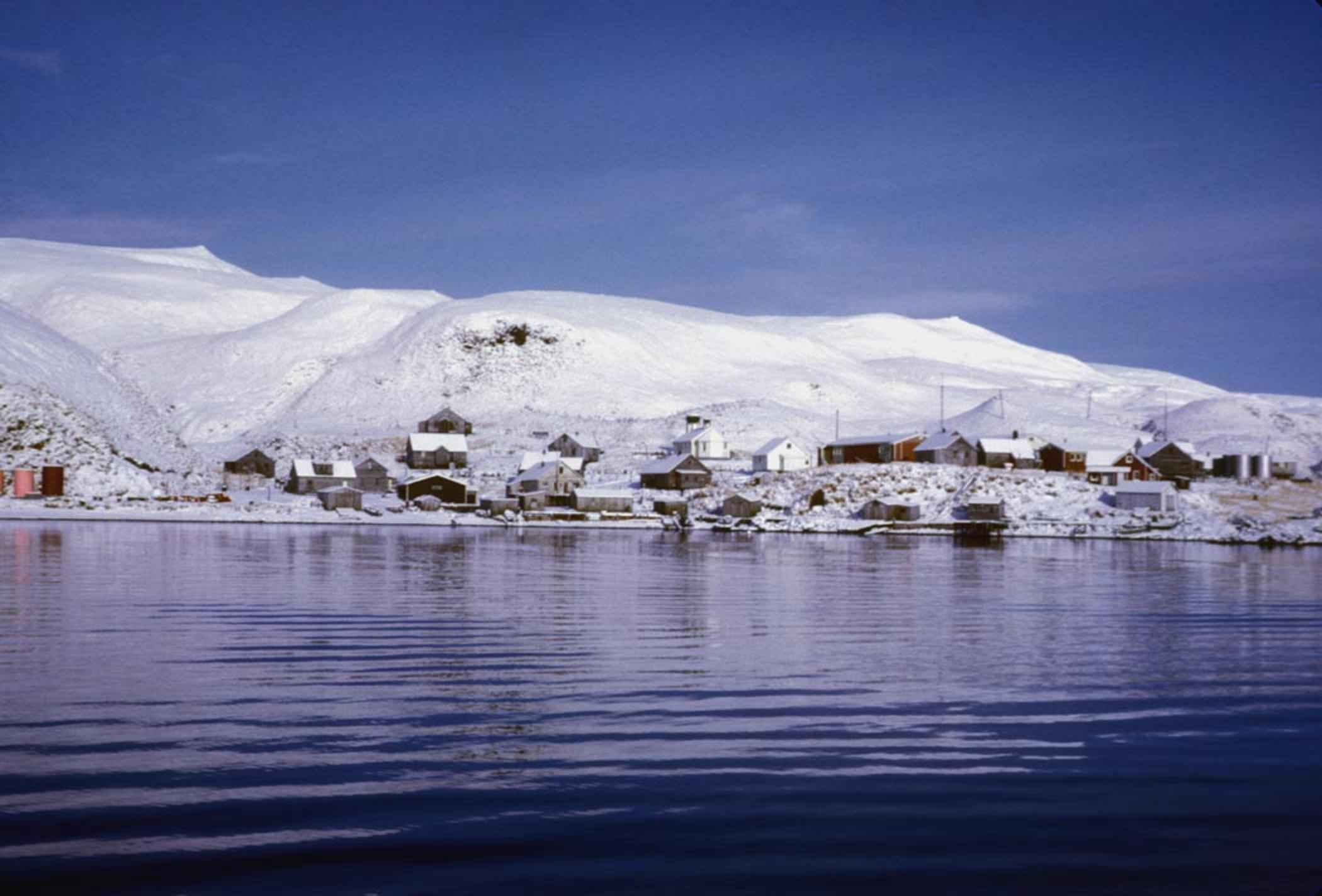
Village d'Atka en hiver